# Goldfields-Esperance
Goldfields-Esperance är en region i södra och östra Western Australia. Regionen är Western Australias till ytan största. Den utgörs i huvudsak av en platt lågplatå, med extremt infertil jord. Klimatet är varmt och torrt.
Ungefär hälften av befolkningen på omkring 59 000 bor i de sammanväxta städerna Kalgoorlie-Boulder. Resten av befolkningen finns i huvudsak längs sydkusten i Esperance, medan de inre kommunerna är mycket glest befolkade. Ungefär 10 procent av befolkningen är Aboriginer.
Regionens ekonomi bygger främst på gruvdrift. I gruvorna utvinns främst guld och nickel. I Esperance, längst i söder, är jordbruk och fiske viktigaste näringar. Framförallt odlas vete och korn.
Regionen omfattar nio lokala förvaltningsområden:
- Coolgardie
- Dundas
- Esperance
- Kalgoorlie-Boulder
- Laverton
- Leonora
- Menzies
- Ngaanyatjarraku
- Ravensthorpe